# Einar Gausel
Einar Johan Gausel (nascut el 30 de novembre de 1963), és un jugador d'escacs noruec, el tercer jugador del seu país en esdevenir Gran Mestre, el 1995.
Tot i que resta inactiu des del febrer de 2019, a la llista d'Elo de la FIDE del febrer de 2022, hi tenia un Elo de 2452 punts, cosa que en feia el jugador número 19 de Noruega. El seu màxim Elo va ser de 2555 punts, a la llista de gener de 1998 (posició 171 al rànquing mundial).
|  |

## Resultats destacats en competició
Gausel ha guanyat tres cops el Campionat d'escacs de Noruega, els anys 1992, 1996 i 2001. Va obtenir el títol de GM mercès als seus bons resultats als torneigs de Gausdal el 1990, 1992, i 1994-1995.
El 2001 fou primer, empatat amb Vladimir Chuchelov al gran Obert d'escacs de Cappelle-la-Grande (hi participaven 702 jugadors, amb 92 Grans Mestres i 72 MI’s).
Gausel té també una columna d'escacs al diari d'Oslo Dagbladet, i representa el club d'escacs més gran de Noruega, l'Oslo Schackselskap.

## Estil de joc
L'estil de joc de Gausel és principalment posicional i estratègic. Amb blanques, juga preferentment 1.d4, 1.c4 o 1.Cf3. Amb negres contra 1.e4 juga usualment obertures com la Caro Kann, tot i que de vegades juga també la més especulativa defensa escandinava. Contra 1.d4 acostuma a jugar la defensa eslava o la semieslava.